# Politique étrangère de l'Érythrée

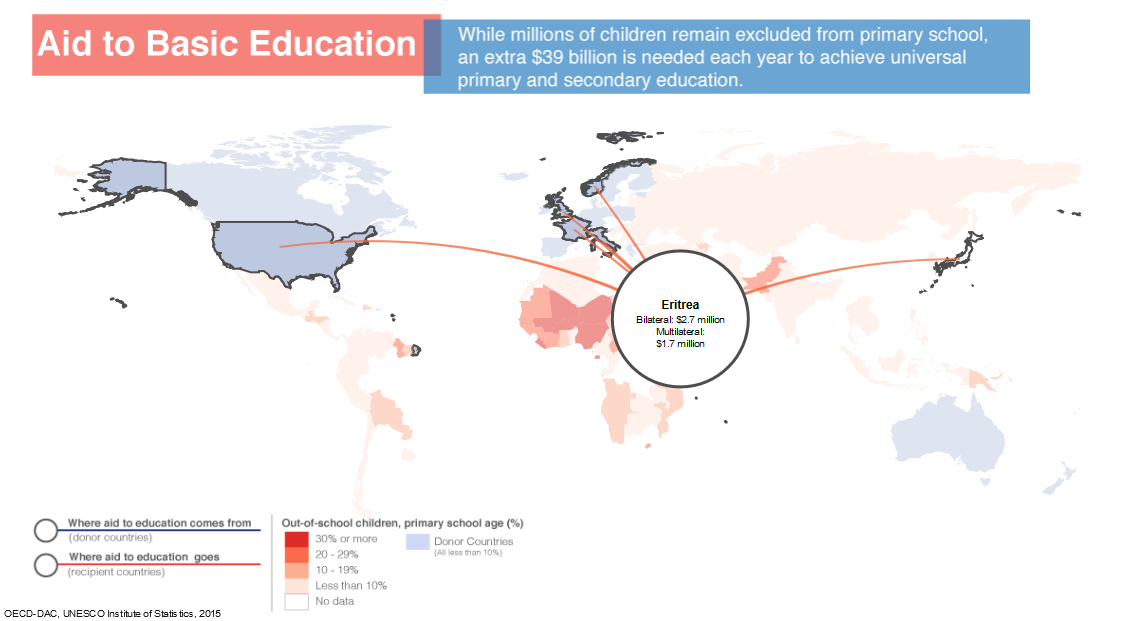
Alors que des millions d'enfants restent exclus de l'école primaire, 39 milliards de dollars supplémentaires sont nécessaires chaque année pour parvenir à l'éducation primaire et secondaire universelle.

La politique étrangère de l'Érythrée est caractérisée par des conflits et tensions avec les pays voisins, alors que dans le même temps, la position stratégique de l’Érythrée, en face du golfe d’Aden et du détroit de Bab el-Mandeb, la rend incontournable pour la sécurité maritime dans la région.
Pour certains analystes, l'Érythrée déstabilise le système de sécurité de la Corne de l'Afrique, en menant une politique à tendance impérialiste dans la région. Ce pays, parfois surnommée la « Corée du Nord de l’Afrique », en raison de son bilan déplorable en matière de liberté de la presse, de violations des droits humains et d’autoritarisme est relativement isolé dans le continent africain.
Mais la tendance s'inverse peu à peu à la fin des années 2010, marquées par un rapprochement avec sa vieille ennemie, l'Éthiopie, et réintégration en juin 2023 de l’Érythrée dans l'Autorité intergouvernementale pour le développement (Igad), l’organisation est-africaine garante de la paix et de la sécurité dans la région. Mais le contexte régional et le caractère imprévisible du président Afewerki rendent fragile cette entreprise de normalisation de ses relations avec ses voisins.

## Relations avec les autres pays africains
L’Érythrée, petit pays d'une superficie d’environ 117 600 km2 partage des frontières terrestres avec trois autres pays africains : l'Éthiopie au sud (912 km dé frontière), le Soudan au nord et à l'ouest (605 km), et Djibouti au sud-est (113 km).
À la suite de son indépendance de l'Éthiopie obtenue en 1993, l'Érythrée intègre l'Union africaine.

### Relations avec l'Éthiopie
Entre 1998 et 2000, l'Érythrée et l'Éthiopie se sont affrontées au sujet d'une zone frontalière, dans les régions de Badmé et de Bure (en tout 390 km² contestés).
Après des avancées initiales de l'Érythrée en 1998, l'Éthiopie mène en 2000 une offensive qui lui permet de reprendre le terrain perdu, au prix de nombreux morts des deux côtés (Érythrée : 19 000 morts et 650 000 réfugiés ; Éthiopie : 34 à 123 000 morts) et d'importantes pertes économiques.
La Cour internationale de justice a délimité la frontière de 912 km entre l'Éthiopie et l'Érythrée contestée entre les deux belligérants, mais l'Éthiopie refuse de rétrocéder la ville de Badme qui a été attribué à l'Érythrée.
Le gouvernement érythréen soutient divers groupes rebelles éthiopiens, notamment ceux constitués d'Oromos (« Oromo Liberation Front » - OLF) et de Somalis, dans l'Ogaden (l'« Ogaden National Liberation » Front - ONLF)[réf. souhaitée].
En 2018, le président érythréen Isaias Afwerki fait officiellement la paix avec le Premier ministre éthiopien, Abiy Ahmed, à qui il prête main-forte lors de la guerre du Tigré, lors de laquelle les troupes érythréennes participent à la répression du soulèvement indépendantiste de cette région éthiopienne. Ces dernière sont accusées d’exactions (massacres et viols), ce qui vaut au régime érythréen une nouvelle série de sanctions de la part des Occidentaux, alors même que le régime éthiopien d’Abiy Ahmed, prix Nobel de la paix pour avoir fait la paix avec son homologue érythréen, y échappe.

### Relations avec Djibouti
Djibouti et l'Érythrée partagent une frontière de 109 km (Djibouti  est au sud de l'Érythrée). Des tensions avec Djibouti ont débouché sur des affrontements armés en juin 2008.

### Relations avec la Somalie
L'Érythrée est accusée[Par qui ?] de soutenir des mouvements armés en Somalie, en particulier le groupe Al-Shabbaab.

### Relations avec le Kenya
Le président kényan William Ruto se rend à Asmara en décembre 2022.

### Relations avec le Soudan
L'Érythrée et le Soudan partagent une frontière de 605 km située à l'est du Soudan, et les deux pays sont membres de l'Union africaine. Dans les années qui suivent l’indépendance de l'Érythrée, celle-ci est, à l'instar du Tchad, en proie à une guerre proche de la frontière avec le Soudan, et accuse Khartoum d'ingérence en soutenant divers groupes rebelles érythréens, dont le Jihad islamique érythréen. En 1994, Asmara rompt ses relations avec Khartoum, à la suite d'une incursion de rebelles islamistes soudanais sur son territoire, en décembre 1993 (20 morts). L'Érythrée accueille sur son territoire des rebelles armés opposés au gouvernement de Khartoum.
Après une médiation qatarie, les deux pays signent un accord de paix à Doha en 1999, mais celui-ci vole en éclats peu de temps après.
Le 11 septembre 2023, cinq mois après le début du conflit soudanais opposant l'armée soudanaise aux forces de soutien rapide, le général soudanais Abdel Fattah Al-Burhan, à la recherche de soutiens étrangers, se rend à Asmara où il rencontre le président Isaias Afwerk. Un an plus tard, une millice soudanaise entraînée en Érythrée, le « Bataillon de l'Est », annonce son déploiement dans l'État de Kassala à l'est du Soudan en coordination avec les forces armées en guerre contre les FSR.

## Relations avec le reste du monde

### Relations avec la Chine
Les liens entre la Chine et l'Érythrée remontent bien avant l'indépendance de cette dernière puisque la Chine de Mao Zeong appuie le Front de libération de l’Érythrée (FLE), dont plusieurs leaders se rendent en Chine dans les années 1960. Plusieurs d'entre eux sont reçus par Mao Zeong et son premier ministre Zhou Enlai, qui décident de profiter de cette insurrection indépendantiste pour exporter le communisme en Afrique. Plusieurs cadres du parti communiste chinois sont donc envoyés sur le territoire de la future Érythrée indépendante pour dispenser aux rebelles une formation politique et militaire, alors que les communistes chinois ont eux-mêmes combattu victorieusement lors d'une longue guerre civile contre les armées du Kuomintang. Mais cet appui chinois cesse après la visite de l’empereur éthiopien Haïlé Sélassié Ier à Pékin en 1967.
La Chine et l'Érythrée nouent officiellement des relations diplomatiques lors de l'indépendance de cette dernière en 1993. Les années suivantes, alors que la Chine accroît peu à peu son influence économique et diplomatique sur le continent africain, l'Érythrée, isolé sur la continent, dépend de plus en plus fortement de son allié chinois. Le caractère autoritaire des régimes de ces deux pays est en outre un vecteur d'affinité entre leurs deux dirigeants.
Le président érythréen Isaias Afwerki se rend en Chine en 2006 à l’occasion du Forum sur la coopération sino-africaine, puis en mai 2023, marquant le trentième anniversaire de l’ouverture des relations diplomatiques entre les deux pays. En dehors du chef d'État érythréen, plusieurs hauts fonctionnaires de ce pays ont effectué des voyages en Chine, trois d’entre eux s’y sont rendus en tout à quinze reprises entre 2010 et 2023.
En 2021, l’Érythrée a rejoint l’initiative des « nouvelles routes de la soie » (lancée par le président chinois Xi Jinping en 2013), ce qui y facilite la construction d’infrastructures comme les ports, les chemins de fer et les routes, renforçant la connectivité régionale et promouvant les intérêts économiques chinois. L’Érythrée est riche en ressources minérales comme la potasse, le cuivre et l’or, devient par là même un fournisseur intéressant pour la Chine, grande consommatrice de ces ressources. Enfin, sur le plan militaire, l’Érythrée est pour la Chine une solution intéressant pour accéder à des installations navales en cas de tensions avec Djibouti. Selon l’Observatoire de la complexité économique, les exportations chinoises vers l’Érythrée sont passées d'environ 2 millions à environ 70 millions de dollars entre 1995 et 2021.
En 2022, l’Érythrée, par la voix de son ministre érythréen des Affaires étrangères, est le seul pays africain à soutenir clairement la Chine lors de la visite de la diplomate américaine Nancy Pelosi à Taïwan, qui revendique son indépendance de Pékin.

### Relations avec l'Inde
L'Inde reconnait officiellement l'Érythrée peu après son indépendance en mai 1993, et lui offre une assistance dans son processus de rédaction législative après son indépendance. L'ancien juge en chef de l'Inde, P.N. Bhagwati (en), a dirigé un atelier sur la rédaction législative en Érythrée en janvier 1995. Les deux pays ont signé un protocole d'accord sur la coopération en matière de recherche et d'éducation agricoles en décembre 2000, et un protocole d'accord sur la coopération agricole avec le Conseil indien pour la recherche agricole en juin 2006. Un accord de coopération avec l'Université nationale ouverte Indira Gandhi a été signé par des responsables érythréens en 2010. Le premier ambassadeur érythréen en Inde a été nommé en 2003.
Alors qu'elle était membre non permanent du Conseil de sécurité des Nations unies en 2011-2012, l'Inde a présidé le Comité des sanctions du Conseil de sécurité des Nations unies contre la Somalie et l'Érythrée.
Aucune visite au niveau des chefs d'État ou de gouvernement n'a eu lieu entre les deux pays. Plusieurs ministres érythréens se sont rendus en Inde. De l'Inde, les visites de haut niveau en Érythrée ont été effectuées au niveau de ministre d'État. Le ministre d'État aux affaires extérieures, le général V.K. Singh (en), s'est rendu en Érythrée en septembre 2015 et a rencontré le président Isaias Afwerki. Le ministre érythréen des affaires étrangères, Osman Saleh, s'est rendu en Inde pour participer au troisième sommet du Forum Inde-Afrique à New Delhi en octobre 2015.
L'ambassadeur érythréen en Inde, Alem Tsesaye Woldemariam, est le doyen du corps diplomatique africain en Inde.

### Relations avec la Russie
Le président érythréen Issayas Afewerki et son homologue russe Vladimir Poutine sont des alliés stratégiques. Asmara soutient Moscou lors de l'invasion russe de l'Ukraine en 2022, qui lui promet la fourniture gratuite de céréales après avoir bloqué les ports d'exportations ukrainiens.

### Relations avec le Yémen
En décembre 1995, l'Érythrée a envahi les Îles Hanish dans le but d'annexer ce territoire yéménite qu'elle revendiquait. La Cour internationale de justice a finalement attribué les îles au Yémen, hormis quelques îlots, au Sud, attribués à l'Érythrée.
Le bilan des affrontements fut de 3 à 12 morts côté érythréen et 15 côté yéménite.